# Олой
Оло́й — река в России, на севере Дальнего Востока, правый приток Омолона. Протекает по территории Билибинского района Чукотского автономного округа. Длина — 414 км (с Левым Олоем — 471 км). Площадь бассейна — 23100 км².

## Исторические сведения
Название в переводе с эвен. Олог — «испуг». В XVII—XVIII вв. вдоль реки проходил старинный транспортный путь из Нижнеколымска в Анадырский острог. В начале 1940-х гг. долину реки обследовала биологическая экспедиция В. Болдырева.

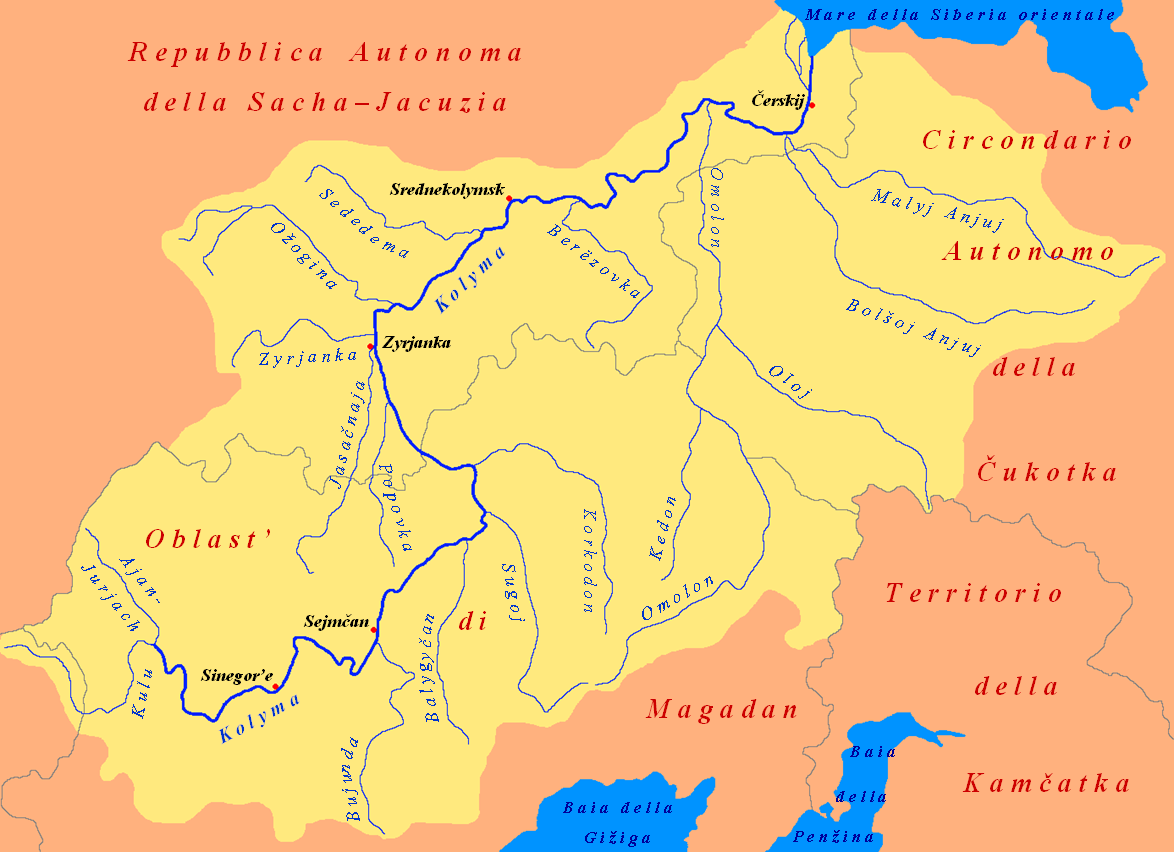
Бассейн Колымы

## Гидрография
Олой образуется слиянием Левого и Правого Олоев, текущих со склонов хребта Уш-Урэкчен Колымского нагорья, который является водоразделом бассейнов Колымы и Анадыря. В верховье протекает по Верхнеолойской впадине по направлению на северо-запад, имеет спокойный характер, русло сильно меандрирует. Вокруг расположено множество озёр разнообразной формы в виде запятых, подков, колец, полуколец. Ниже притока Майваама глубины достигают 1,5 м при изобилии перекатов. Далее скорость течения падает до 1,3 м/с, на отмелях скапливается множество плавника. Перед устьем притока Андыливан тянется обрыв, доходящий в высоту до 20 м. Далее долина Олоя сужается, увеличивается её уклон. Ниже притока Умеквеем русло проходит через узкое и короткое ущелье близ горы Идол, после чего в Олой впадают многоводный приток Нембонда. Далее Олой поворачивает и приобретает широтное направление. Скорость течения возрастает до 2 м/с, ширина русла доходит до 150 м. В низовьях река разбивается на несколько проток, однако скорость течения не падает; здесь начинаются заболоченные участки, занятые угнетённым редколесьем.
Питание реки снеговое и дождевое. Замерзает в октябре, вскрывается в конце мая. В верховьях встречаются крупные наледи общей площадью более 18 км², по всему течению — большие полыньи.

## Хозяйственное значение
В долине реки находятся полузаброшенные посёлки Уляшка и Кайэттын. В среднем течении расположены гидрометеорологическая станция (ГМС) Уточан, при впадении Олоя в Омолон — Усть-Олойская ГМС.

## Прибрежная фауна
В бассейне реки обитают снежный баран, северный олень, волк, медведь, лось. Гнездятся беркут, орлан-белохвост, рябчик, глухарь. Здесь находятся богатые оленьи пастбища.

## Притоки
Объекты перечислены по порядку от устья к истоку.
- 4 км: река без названия
- 11 км: река без названия
- 16 км: река без названия
- 21 км: река без названия
- 22 км: река без названия
- 24 км: река без названия
- 32 км: река без названия
- 43 км: река без названия
- 45 км: Мунрукан
- 45 км: Уродан
- 55 км: водоток протока без названия
- 61 км: река без названия
- 71 км: река без названия
- 74 км: Татьяна
- 76 км: Озёрный
- 84 км: река без названия
- 92 км: Кеминджа
- 98 км: Афанасия
- 108 км: Нёлка
- 124 км: река без названия
- 125 км: река без названия
- 125 км: Проточный
- 143 км: Таучах
- 148 км: Элом
- 154 км: водоток протока без названия
- 158 км: река без названия
- 166 км: река без названия
- 176 км: Бол. Даран-Окат
- 177 км: Мал. Даран-Окат
- 184 км: Лев. Утачан
- 194 км: река без названия
- 205 км: Уляшка
- 209 км: Уточан
- 213 км: река без названия
- 220 км: река без названия
- 224 км: река без названия
- 237 км: Кадарамнан
- 237 км: Кривая
- 238 км: река без названия
- 246 км: река без названия
- 248 км: Муктери
- 254 км: Ватаваам
- 268 км: Нембонда
- 277 км: Лосёвая
- 279 км: Ирэвеем
- 291 км: Волчья
- 296 км: Умеквеем
- 301 км: Развильный
- 303 км: Сухой
- 312 км: Имлики
- 313 км: Кейттыне
- 314 км: Брусничная
- 324 км: Андыливан
- 334 км: Пастуший
- 335 км: Волчанка
- 335 км: Кыральваам
- 343 км: река без названия
- 343 км: Катватваам
- 345 км: Ильгувеем
- 346 км: Сохатинка
- 352 км: Куйвивеем
- 361 км: Часовой
- 362 км: Сторожка
- 368 км: река без названия
- 384 км: Гитчипилгын
- 387 км: Мийваам
- 388 км: Озёрный
- 393 км: Шептун
- 396 км: река без названия
- 414 км: Правый Олой
- 421 км: Моховой
- 432 км: река без названия
- 433 км: Лишайниковый
- 441 км: Беличья
- 442 км: река без названия
- 444 км: Ерниковая
- 448 км: Мутный
- 452 км: река без названия
- 457 км: река без названия